# 김진규 (조선)
김진규(金鎭圭, 1658년~1716년)는 조선의 문신(文臣)이자, 문장가(文章家) 겸 한시 시조 시인(漢詩 詩調 詩人)이다. 본관은 광산(光山), 자(字)는 달보(達甫), 호(號)는 죽천(竹泉), 시호(諡號)는 문청(文淸)이다. 병조 참의·예조 참판 등을 지냈다.
김만기(金萬基)의 아들이고, 인경왕후(仁敬王后)의 오라비이며, 김만중(金萬重)의 조카인 그는, 1682년 증광 생원시에 수석 2등 합격하였고, 같은 해(1682년)에 증광 진사시에 장원 1등 합격을 거쳐, 그로부터 4년 후 1686년 정시문과에 갑과로 급제하였다. 이후 지평이 되었으나, 1689년에 기사환국으로 인하여 강원도 강릉에 유배되었고, 1694년에 갑술환국으로 풀려나온 뒤에 지평으로 복직되어 수찬이 되었고 부수찬, 헌납, 부교리, 교리, 겸사서, 이조좌랑, 이조정랑, 사인, 사간, 부응교, 응교, 보덕 등 대간,옥당,낭관의 직위를 거쳤고 영의정 남구만의 탄핵으로 삭직되기도 했으나, 1698년 이후에도 부교리, 부응교, 응교 등을 지냄하다가 ,1699년에 당상관에 올라서 승지가 되었고 이후 동부승지, 대사간, 병조참의 등을 두루 역임했다. 그런데 이 때 《무고의 옥》이 일어나자 희빈 장씨를 사사할 것을 강력하게 주청했고, 이후 1702년에는 부제학, 대사성을 하면서 참찬관을 겸했다. 이후 이조참판이 되었으며 이후 동지경연사를 겸했으며 부제학과 이조참판과 대사성을 번갈아 역임했고 예문관제학도 겸했다. 1703년에는 형조참판이 되었으며 1704년에는 다시 예문관제학이 되었다가 예조참판, 호조참판을 거쳐서 1705년에는 병조참판이 되었으며 다시 예문관제학을 겸했다. 그러나 소론의 탄핵으로 유배되었다가 1710년에 풀려나서 대사성이 되었고 대제학으로 승차했다. 그 뒤 동지의금부사, 한성부좌윤 등을 거쳐서 1711년에 다시 예조참판이 되었고 1712년에는 형조판서로 승차하면서 정경의 반열에 올랐다. 이후 홍문관제학, 예조판서 등을 거쳤고 1713년에는 우참찬과 좌참찬을 지내다가 공조판서로 다시 입각을 했다. 그러다가 강화도 지역의 강화유수로 외직에 잠시 나갔다가, 예문관 제학으로 내직에 다시 들어온 뒤, 1716년에 생을 마감한다. 그는 송시열의 수제자이자, 철저한 노론 정객으로 활동을 했다.

## 같이 보기
- 청주 조헌 전장기적비